# 지천황
지천황(自天皇)은 일본 후남조의 2대 [비정통 102대] 천황(재위: 1455년~1457년)이다.

## 같이 보기
- 쇼쿄 천황( 후남조의 명목상 [비정통 100대] 천황(재위: 1392년~1443년) )
- 추고 천황( 후남조의 1대 [비정통 101대] 천황, 별칭은 금장주이다. )
- 난천황( 후남조의 3대 [비정통 103대] 군주(재위: 1457년~1458년) )
- 니시진 남제( 후남조의 4대 [비정통 104대] 군주(재위: 1458년~1514년) )